# Claude Guillon (profanateur du carême)
Pour les articles homonymes, voir Claude Guillon et Guillon (homonymie).
Claude Guillon est un habitant des environs de Saint-Claude dans le Jura, qui fut décapité par décision de justice en 1629 pour avoir mangé de la chair en carême.

## Sources secondaires
En 1766, dans son Commentaire sur le livre Des délits et des peines,, Voltaire donne ce récit de l'évènement : « Les archives d'un petit coin de pays appelé Saint-Claude, dans les plus affreux rochers de la Comté de Bourgogne, conservent la sentence et le procès-verbal d'exécution d'un pauvre gentilhomme, nommé Claude Guillon, auquel on trancha la tête le 26 juillet 1629. Il était réduit à la misère, et, pressé d'une faim dévorante, il mangea, un jour maigre, un morceau d'un cheval qu'on avait tué dans un pré voisin. Voilà son crime. Il fut condamné comme d'un sacrilège. S'il eût été riche, et qu'il se fût fait servir à souper pour deux cents écus de marée, en laissant mourir de faim les pauvres, il aurait été regardé comme un homme qui remplissait tous ses devoirs. »
Voltaire cite ensuite le début de la sentence du juge : « Nous, après avoir vu toutes les pièces du procès et ouï l'avis des docteurs en droit, déclarons ledit Claude Guillon dûment atteint et convaincu d'avoir emporté de la viande d'un cheval tué dans le pré de cette ville, d'avoir fait cuire ladite viande le 31 mars, jour de samedi, et d'en avoir mangé, etc. »
Dans un ouvrage de 1770, Voltaire précise qu'il s'agit d'un arrêt sans appel prononcé par le grand-juge des moines de Saint-Claude le 20 juillet 1629 et il donne le début de la sentence sous une forme un peu plus complète : « Nous, après avoir vu toutes les pièces du procès, et de l'avis des docteurs en droit, déclarons ledit Guillon, écuyer, dûment atteint et convaincu d'avoir, le 31 du mois de mars passé, jour de samedi, en carême, emporté des morceaux d'un cheval jeté à la voirie, dans le pré de cette ville, et d'en avoir mangé le 1er d'avril. Pour réparation de quoi, nous le condamnons à être conduit sur un échafaud qui sera dressé sur la place du marché, pour y avoir la tête tranchée, etc. Suit le procès-verbal de l'exécution. »
Dans un article de 2013, l'historien Daniel Roche, qui ne se réfère pourtant qu'au passage cité ci-dessus du commentaire de Voltaire sur le livre des délits et des peines, donne des détails qui ne sont pas dans ce passage : « comme le rappelle Voltaire dans ses Commentaires sur les délits et les peines (1766), un pauvre gentilhomme du Jura, Claude Guillon, fut décapité en 1629 pour avoir consommé ' cheval et veau en carême ' – on le soupçonnait aussi d’être protestant –, mais il s’agissait surtout de lutter contre les dangers de la pauvreté et du déclassement. »

## Sources primaires
- En 1893, le Catalogue général des manuscrits des bibliothèques publiques de France[5] signalait que la bibliothèque municipale de Saint-Claude (collection 15 de manuscrits, Justice criminelle de la ville de Saint-Claude, fol. 196) détenait l'original de la pièce suivante : Sentence contre Claude Guillon, du Grandvaux, demeurant aux Moulins voisins de Saint-Claude, condamné à mort pour avoir mangé de la chair de cheval crevé et de veau mort « de pauvreté et maladie », pendant le carême. 28 juillet 1629.
- Selon un autre volume du même catalogue général[6], la bibliothèque de Besançon conservait en 1897 une copie des pièces de la procédure.